# Archidiocèse orthodoxe antiochien d'Amérique du Nord

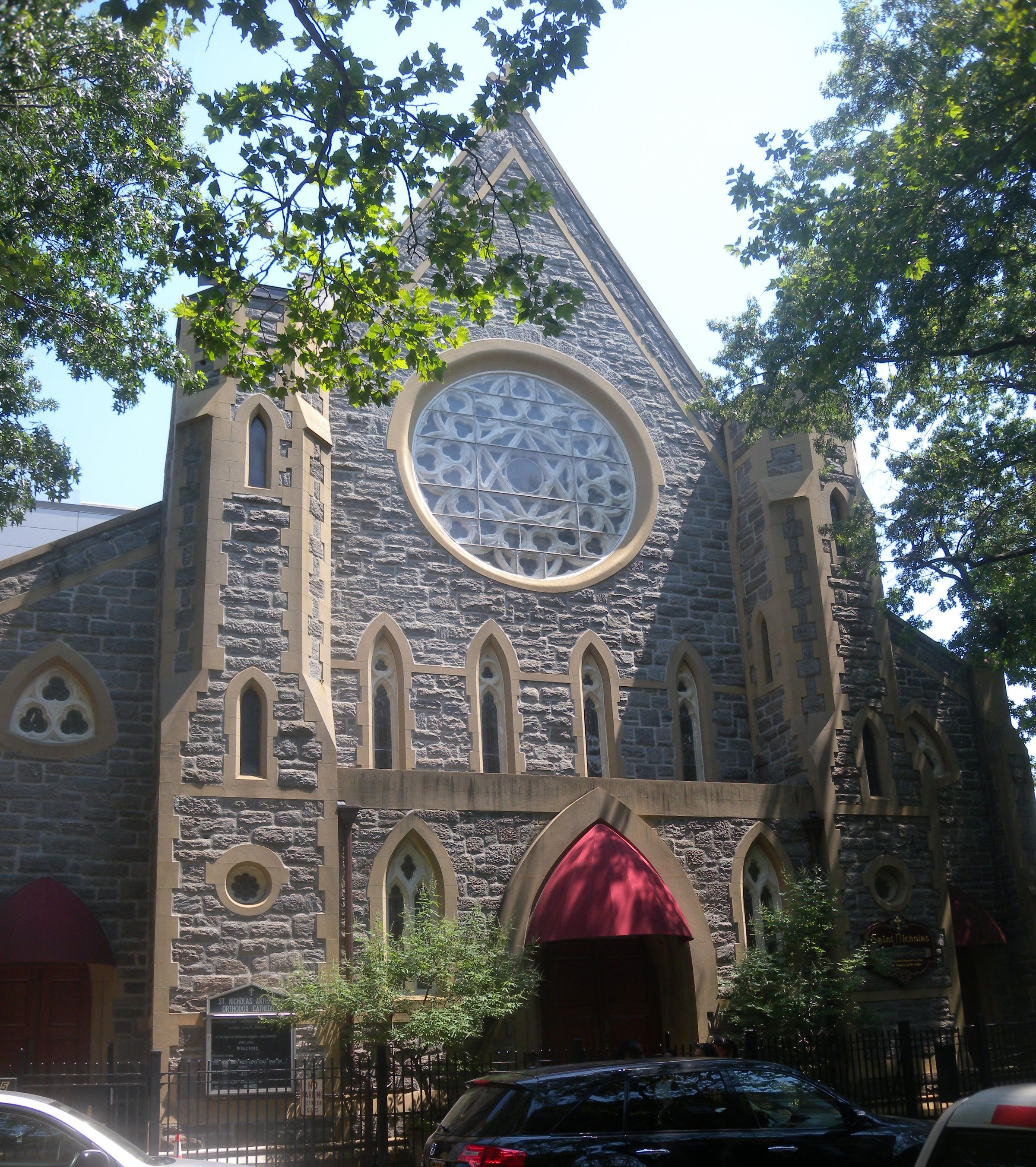
La cathédrale Saint-Nicolas de Brooklyn.

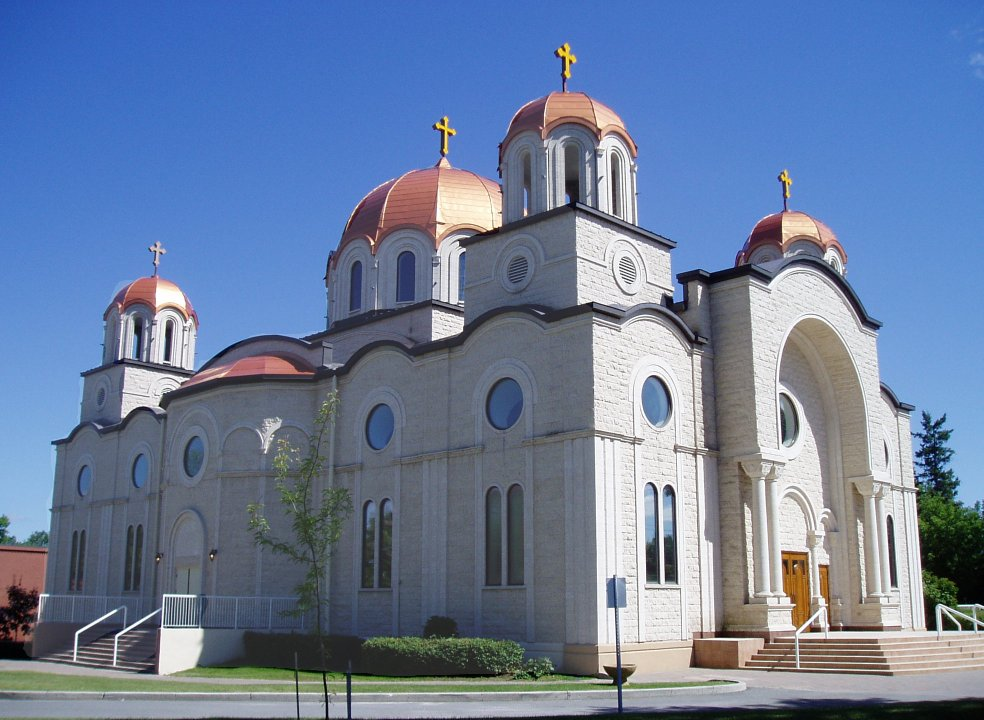
La cathédrale Saint-Élie d'Ottawa.

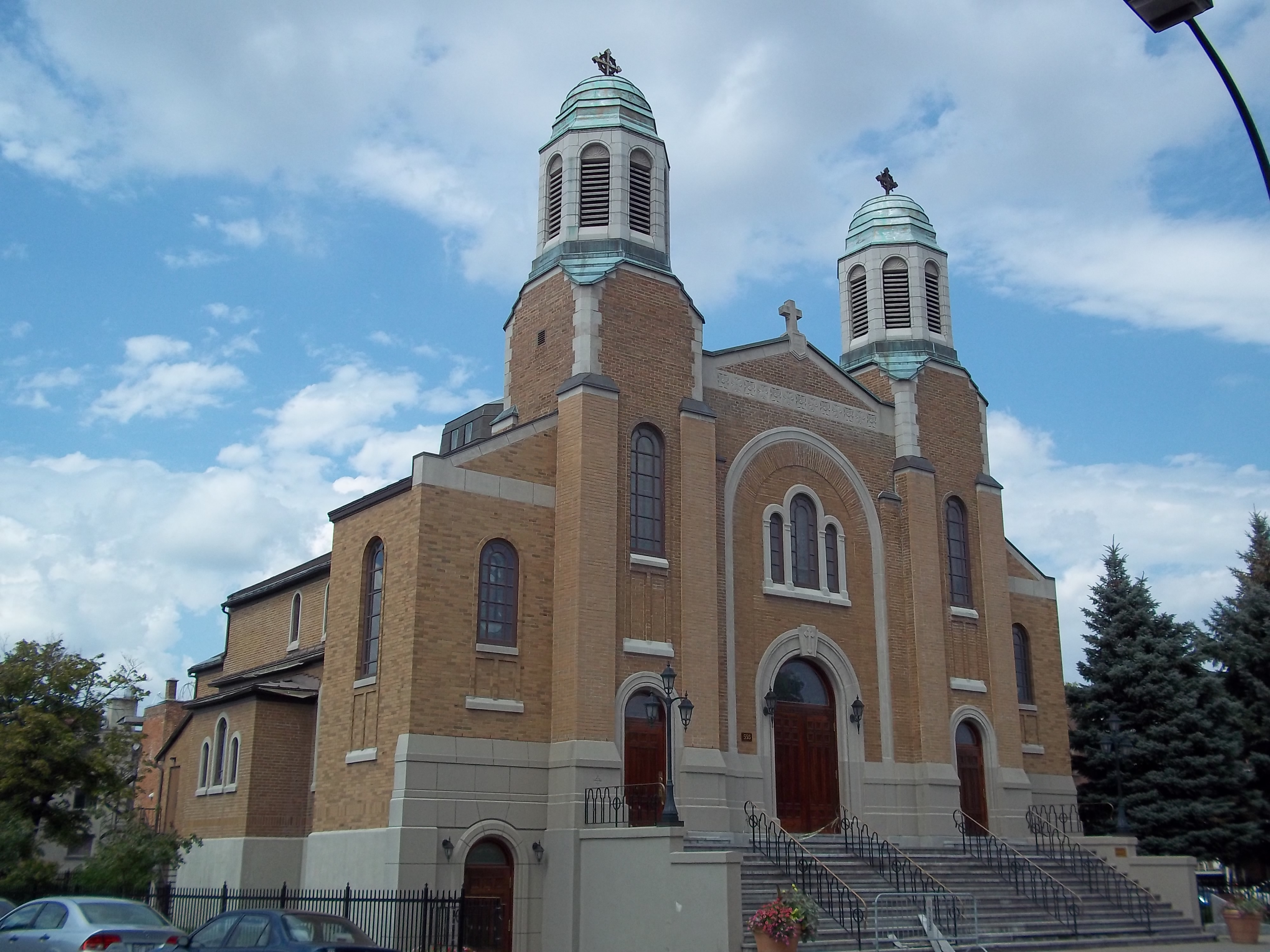
L'église orthodoxe Saint-Georges de Montréal.

L'archidiocèse orthodoxe antiochien d'Amérique du Nord (en anglais : Antiochian Orthodox Christian Archdiocese of North America) est une juridiction auto-administrée de l'Église orthodoxe dont le siège est à Englewood (New Jersey) et rattachée canoniquement au patriarcat orthodoxe d'Antioche.
L'archidiocèse a été dirigé de 2014 au 17 septembre 2022 par Joseph Al-Zehlaoui, qui portait le titre de Métropolite de New York et de toute l'Amérique du Nord (en anglais : Metropolitan of New York and All North America).
L'archevêché est membre de la Conférence permanente des Évêques orthodoxes canoniques des Amériques.

## Histoire
- 2004 Statut de large autonomie interne

## Organisation
- Diocèse de New York et de Washington
- Diocèse de Worcester et de la Nouvelle-Angleterre
- Diocèse d'Ottawa, de l'Est du Canada et de l'Upstate New York
- Diocèse de Charleston, d'Oakland et du Mid-Atlantic
- Diocèse de Wichita et de la Mid-America
- Diocèse de Toledo et du Midwest
- Diocèse d'Eagle River et du Nord-Ouest
- Diocèse de Miami et du Sud-Est
- Diocèse de Los Angeles et de l'Ouest
- Vicariat de rite occidental